# Manuel Fernandes (autocoureur)
Manuel Pedro de Almeida Fernandes (Vila Real, 15 december 1975) is een Portugees autocoureur.

## Carrière
Fernandes begon zijn autosportcarrière in 1990 en reed een aantal seizoenen in de Formule Ford, met een derde plaats in het kampioenschap in 1997 als beste resultaat, voordat hij overstapte naar het Portugese saloon car-kampioenschap. Na een aantal seizoenen, waarin een eenmalige deelname aan het Portuguese Touring Car Championship in 2009 zijn enige raceactiviteit was, keerde hij in 2015 terug in de Italiaanse Abarth Trophy en behaalde twee overwinningen.
Door zijn prestaties in de Abarth Trophy werd Fernandes uitgenodigd door het Italian Touring Car Championship om in 2016 deel te nemen aan het eerste raceweekend op de Adria International Raceway. Daarnaast reed hij dat jaar ook op zijn thuiscircuit op het Circuito Internacional de Vila Real in de European Touring Car Cup en werd in de races direct eerste en tweede. In 2017 keerde hij terug op dit circuit, maar nu in het World Touring Car Championship bij het team RC Motorsport in een Lada Vesta WTCC. In de races eindigde hij op een twaalfde en een vijftiende plaats.